# Brignall
Brignall – wieś w Anglii, w hrabstwie Durham. Leży 37 km na południowy zachód od miasta Durham i 354 km na północ od Londynu.